# Radiospongilla cantonensis
Radiospongilla cantonensis är en svampdjursart som först beskrevs av Gee 1929.  Radiospongilla cantonensis ingår i släktet Radiospongilla och familjen Spongillidae. Inga underarter finns listade i Catalogue of Life.